# Veselin Simović
Prof. emer. dr. sc. Veselin Simović - Aga je hrvatski znanstvenik, inženjer građevinarstva i publicist. Rodom je iz zajednice Crnogoraca u Hrvatskoj. Diplomirani je inženjer građevine. Profesorom je emeritusomGrađevinskog fakulteta Sveučilišta u Zagrebu.
Članke je objavljivao u listu Građevinaru čijim je bio urednikom. Glavni je urednik časopisa Hrvatskog saveza građevinskih inženjera Građevnog godišnjaka.
Ovlaštenim revidentom ministra graditeljstva i zaštite okoliša za područje mehaničke otpornosti i stabilnosti betonskih i zidanih konstrukcija od 1993. 
 te od 1998.
Bio je članom Međuvladinog mješovitog odbora za provedbu Sporazuma između Republike Hrvatske i Srbije i Crne Gore o zaštiti prava hrvatske manjine u Srbiji i Crnoj Gori i srpske i crnogorske manjine u Republici Hrvatskoj od 2005. do 2009.
Predsjednikom je Kooordinacije vijeća crnogorske nacionalne manjine RH.
1. lipnja 2011. godine predsjednik RH Ivo Josipović odlikovao ga je Redom Danice hrvatske s likom Ruđera Boškovića "za osobite zasluge za znanost, dugogodišnji publicistički, znanstveno-stručni, nastavni rad, efikasno upravljanje znanstveno-stručnim institucijama te dugogodišnje uspješno uređivanje znanstveno-stručnog časopisa Građevinara.
Napisao je knjige:
- Zidovi s otvorima i okvirne konstrukcije
- Građevna statika 1.

Glavni je urednik ovih izdanja:
- Priručnik za stručne ispite
- Dostignuća Jugoslavije u betonskim konstrukcijama
- Graditeljstvo u strategiji obnove i razvoja Republike Hrvatske: zbornik radova (Sabor hrvatskih graditelja Crikvenica 1993.)
- Graditelji u razvitku Republike Hrvatske: zbornik radova (Sabor hrvatskih graditelja 2000., Cavtat)
- Leksikon građevinarstva

## Vanjske poveznice
- Vijeće Crnogoraca Zagreb  Arhivirana inačica izvorne stranice od 21. srpnja 2011. (Wayback Machine) Prof. Veselin Simović
- Vijeće Crnogoraca Zagreb[neaktivna poveznica] Povelja o dodjeli Reda Danice hrvatske
- Vijeće Crnogoraca Zagreb[neaktivna poveznica] Odličje Reda Danice hrvatske
- Simović, Veselin Hrvatska tehnička enciklopedija, portal hrvatske tehničke baštine. LZMK